# Бело-Блато
Бело-Блато (серб. Бело Блато) — населённый пункт в Сербии, в Воеводине, Средне-Банатском округе, общине Зренянин.

## Население
В селе проживает 1477 жителей, из которых совершеннолетних 1173. Средний возраст — 39,4 года (мужчины — 38,4 года, женщины — 40,4 года). В населённом пункте 568 домохозяйств, среднее число членов в которых — 2,60 (данные переписи 2002 года).